# Clappia suaedifolia
Clappia es un género monotípico de plantas fanerógamas perteneciente a la familia de las asteráceas. Su única especie: Clappia suaedifolia, es originaria de los Estados Unidos y México.

## Descripción
Son subarbustos o arbustos (± suculentos o carnosos), que alcanza un tamaño de  30 + cm de altura. Los tallos erectos, ramificado desde las bases con hojas caulinares; opuestas (proximales) o  sésiles; las hojas lineares (subteretes), con los márgenes enteros en su mayoría, rara vez  3-lobadas. Capitulescencias radiales solitarias, con involucros hemisféricos, de 6-8 mm de diámetro. Rayos florales en número de 10-15. Las corolas amarillas en disco 30-100  floretes, bisexuales y fértiles. Vilano persistente. Tiene un número de cromosomas de x = 16.

## Taxonomía
Clappia suaedifolia fue descrita por Asa Gray y publicado en Report on the United States and Mexican Boundary . . . Botany 2(1): 93. 1859.